# Нельсон, Авен
Авен Нельсон (англ. Aven Nelson, 1859 — 1952) — американский ботаник и миколог норвежского происхождения.

## Биография
Авен Нельсон родился в 1859 году.
В 1887 году он приехал в Вайоминг. Нельсон преподавал в Вайомингском университете. Он внёс значительный вклад в ботанику, описав множество видов растений. Авен Нельсон собрал много ботанических коллекций, которые в настоящее время размещаются в гербарии Вайомингского университета в Ларами.
Авен Нельсон умер в 1952 году.

## Научная деятельность
Авен Нельсон специализировался на папоротниковидных, семенных растениях и на микологии.

## Некоторые публикации
- Western Plant Studies. 1913, 1916, в соавторстве с Джеймсом Макбрайдом. Botanical Gazette.
- Spring Flora of the Intermountain States 1912. Boston, MA: Ginn.
- New Manual of Botany of the Central Rocky Mountains. 1909.
- An Analytical Key to Some of the Common Flowering Plants. 1902. New York: D. Appleton & Co.
- The Trees of Wyoming and How to Know Them. 1899. Laramie, WY: University of Wyoming Agriculture Dept.
- First Report on the Flora of Wyoming. 1896[4].

## Почести
В честь Авена Нельсона назван род цветковых растений из семейства Капустные — Anelsonia.